# 文献

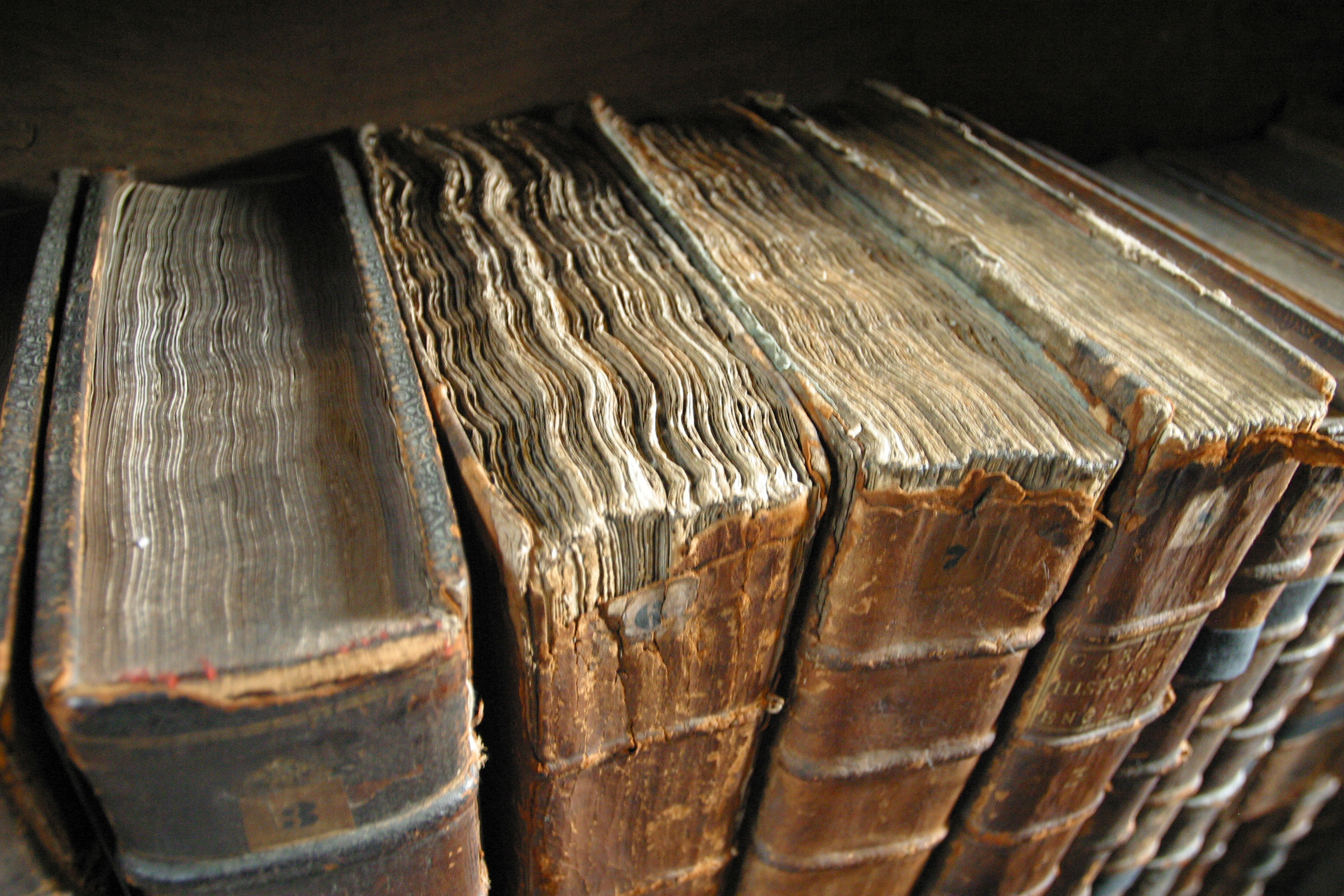
幾本古老的文献

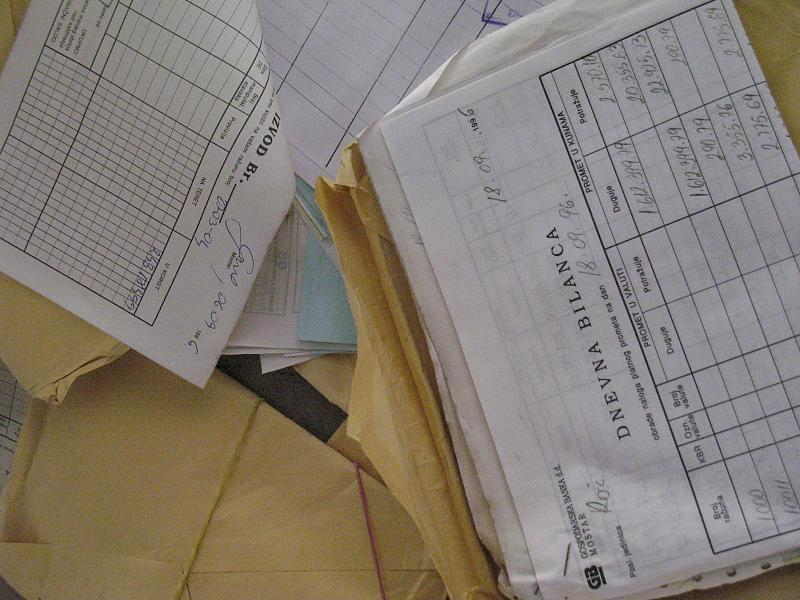
電腦製表再手寫內容的文件

文獻（document）一词最早见于《论语·八佾》：“子曰，夏礼，吾能言之，杞不足征也。殷礼，吾能言之，宋不足征也。文献不足故也。足，则吾能征之矣。”文指典籍，献指人才。朱熹《论语集注》中解释：“文，典籍也。献，贤也。”后该词向偏义词演化，偏重于“文”，单指典籍。
从学术的角度看，文献（literature）是古代为官方或民间收藏的用来记录群体或个人在政治、经济、军事、文化、科学以及宗教等方面活动的文字。《书经》被看作是世界上最早的档案。商代的甲骨文档案是中国目前能见的最古老的历史档案。现代学术文献的定义是记录有知识和信息的一切载体，包括文字、图形、符号、声频、视频等技术手段或记录方式，具有历史意义或研究价值。

## 文献的属性
文献具有三个基本属性，即：
- 知识性
- 记录性
- 物质性

它具有存贮知识、传递和交流信息的功能。

## 文献的载体

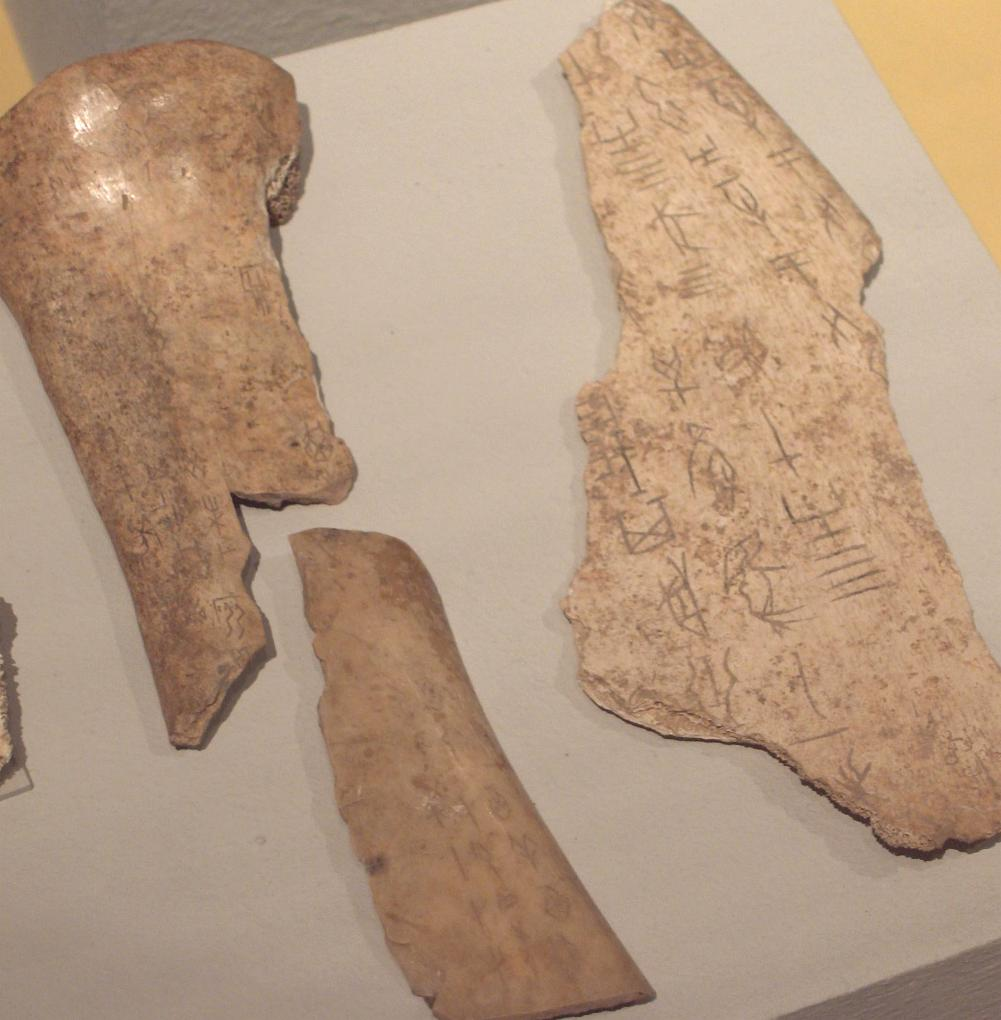
甲骨文

作为有形载体的文献处于不断的演化之中。目前已知的文献载体包括以下：

### 古代的载体
- 甲骨：包括龟甲和兽骨，应用于商代。
- 金属：应用得最多的为青铜器，即铜与锡的合金，也有少量铁、金银等，流传于先秦时期。此類金屬製品其上的文字稱為金文或銘文。后世政府使用贵金属制作金属文件，以作凭证。
- 石：以石为载体的文献包括碣、碑、崖刻等，从秦朝到现代都有应用。
- 竹木：将竹或木头劈成长而窄的竹木片，可用来记录文字，称为竹木简，广泛应用于先秦至三国两晋时期。此外，还有以宽木板作为书写载体的，称为牍。
- 帛：即丝绸，蠶絲製成，價高耐用，質薄性柔，始见于商，流行于秦汉时期，後為紙取代。
- 纸：纸最早发明于西汉初年，公元150年左右，东汉宦官蔡伦改进造纸术，到东晋基本取代竹木作為書寫載體的簡牘。
- 古埃及使用莎草纸、古印度使用贝叶及中世纪欧洲使用羊皮纸。

### 现代载体
现代的文献根据载体形式分为：
- 印刷型文献：是以纸质材料为载体，以印刷为记录手段而形成的文献形式，是目前整个文献中的主体，也是有着悠久历史的传统文献形式。它的特点是不需要特殊设备，可以随身携带，随处随时阅读。但存贮密度小，体积大，占据空间大，不便于保存。
- 缩微型文献是以感光材料为载体，以照相为记录手段而形成的一种文献形式，包括缩微胶卷、缩微平片、缩微卡片等。缩微型文献的优点是体积小，便于收藏和保存，价格便宜等，但阅读需要有较复杂的阅读设备来支持。目前在整个文献中，所占数量较少。
- 声像型文献是以磁性和感光材料为介质记录声音、图像等信息的一种文献形式。其优点是存取快捷，可闻其声，见其形，易理解。
- 电子数字型文献是伴随计算机技术和网络技术发展而产生的，以计算机处理技术为核心记录信息的一种文献形式。这种文献存贮容量大，检索速度快捷、灵活，使用方便。电子数字型文献又分为光盘文献和网络文献。

## 文献的产生方式
中国古典文献产生的主要方式包括文献的产生方式包括“著”、“述”、“编”和“译”四类：
- 著：古代亦称“作”、“造”、“著作”，强调“无本于前”、“前始未有”，即强调原创性。
- 述：相对于著来说，述就是“古已有之，有所承因”，即在前人著作基础上进行解释、疏通和解说。孔子自称“述而不作，信而好古”，事实上，以今天的眼光看，《论语》、《春秋》等著作的原创性也是很高的。
- 编：又叫纂、辑，是根据一定体例编辑旧文，重要特征是条文都是其他文献的原文，不加篡改，一般都注明出处。常见的编纂成果包括总集，如《诗经》、《乐府诗集》、《全唐文》等；类书，如《太平御览》、《永乐大典》等；丛书，如《四库全书》等；档案类编，如《清代文字狱档案》等；资料摘抄，如《清稗类钞》等。
- 译：即翻译，将一种语言的文献转换为另一种文献。中国古代最早的翻译是佛经翻译，东汉明帝时期，大月氏沙门迦叶摩腾和竺法兰在洛阳白马寺译出《四十二章经》，为佛经翻译之滥觞。后来重要的佛经翻译家有东晋的释道安、鸠摩罗什，唐代的玄奘等。明代以后中国开始出现学术翻译，重要的翻译家由意大利传教士利玛窦、中国人徐光启、魏源等。佛经翻译中有部分文学故事，但真正的文学翻译始于近代，主要翻译家是林纾。新文化运动以后，鲁迅等人都翻译过大量的文学作品。

## 文献分类
| 文獻型式 | 性質 | 例子 | 發表為                                                                                         |
| -------- | --- | --- | ---------------------------------------------------------------------------------------------- |
| 一次文獻 | - 原創 - 證據及記錄 - 還未被資料創造者以外的人改寫或詮釋過                                                         | 實驗結果、觀察、問卷、訪查、資料庫、典藏資料、書信、文學或藝術作品、手稿、會議記錄、企業檔案、專利、碩博士論文、出生/婚姻/稅務記錄、祖譜、相片、日記、部落格、微博、網站內容、自傳 | - 學術論文（通常為非文獻回顧部份） - 碩博士論文 - 手稿 - 新聞或新聞稿:129 - 部落格             |
| 二次文獻 | - 非原創 - 非證據，而是對一次文獻做的分析、摘要、重組或精要 - 在一次文獻產生之後才出來的                           | 對於一次文獻內容的引文、引用、詮釋和描述 | - 學術論文的文献综述章節 - 碩博士論文 - 會議論文記要 - 學術專書 - 傳記 - 教科書 - 專題報導     |
| 三次文獻 | - 非原創 - 非證據，而是對一次文獻、二次文獻做的分析、摘要、重組或精要 - 在一次文獻、二次文獻產生之後一陣子才出來的 | 對於一次文獻、二次文獻內容的引文、引用、詮釋和描述 | - 百科全書 - 年鑑 - 手冊 - 年代学編年史 - 操作手冊 - 字典 - 目錄 - 書目 - 索引 - 資料庫 - 摘要 |

### 引用
1. ↑  .   [2022-12-01]. （原始内容存档于2022-12-01）.
2. ↑  张大可, 俞樟华. . 福建人民出版社. 2005年. ISBN 9787211050499.